# Медвин (Иванковский район)
Медвин (укр. Медвин) — село, входит в Иванковский район Киевской области Украины.
Население по переписи 2001 года составляло 29 человек. Почтовый индекс — 07226. Телефонный код — 4591. Занимает площадь 2,5 км². Код КОАТУУ — 3222081403.

## Местный совет
07255, Київська обл., Іванківський р-н, с. Страхолісся, вул. Бикова, 45